# TWIT
《TWIT》是南韓女歌手、MAMAMOO成員華莎首次Solo的韓語主打單曲，於2019年2月13日由RBW發行。歌曲由華莎、金道勳及朴宇尚包辦曲詞及製作。TWIT為華莎帶來很大的成功，而MV在YouTube播放次數已超過7000萬次，成為2019年女子Solo MV的點擊率第三名。《TWIT》亦登上韓國各大音樂及下載串流排行榜的冠軍，並在音樂節目Show! 音樂中心獲得兩星期冠軍佳績。

## 創作
TWIT由華莎、金道勳及朴宇尚共同創作及監製。Billboard的Tamar Herman對TWIT給予極高的評價，形容此曲有跳脫的流行音樂旋律、並同時有trap及tropical house的元素，而歌手華莎更在Rap及其充滿爆發力的高音中轉換。

## MV
MV的Trailer在正式發佈的前一天推出，MV正式推出日期為2019年2月13日，更邀請得MAMAMOO的隊友、亦是其最好朋友輝人客串。MV由朴Sangwon導演。
2月16日推出舞蹈排練版，截至同年6月已突破400萬點擊。

## 流行榜成績
TWIT成功在韓國的數碼及串流平台榜單上登頂，包括Melon、Bugs等，達至「All Kill」成就，並在兩大音樂流行榜Gaon及Hot 100均取得一位。在美國Billboard國際榜更打入前三。

## 現場演出
華莎已在各大本地音樂節目中演出TWIT，當中包括Show! Music Core、Music Bank、Inkigayo及M Countdown 。在MBC的Show! Music Core更先後在3月2日及3月16日兩度登上冠軍位置。

## 曲目
下載及串流
- 1. "TWIT" – 3:10
- 2. "TWIT" Instrumental – 3:10

## 榮譽
| 單位                | 名單               | 排名   | 參考   |
| ------------------- | ------------------ | ------ | ------ |
| Billboard           | 2019年25大KPOP歌曲 | 8      | [ 8 ]  |
| Refinery29          | 2019年最佳KPOP歌曲 | 13     | [ 9 ]  |
| Rolling Stone India | 2019年KPOP十大MV   | 不適用 | [ 10 ] |

### 獎項及提名
| 年份 | 獎項                         | 得獎        | 結果 | 參考   |
| ---- | ---------------------------- | ----------- | ---- | ------ |
| 2020 | 第9屆Gaon Chart Music Awards | 2月最佳歌曲 | 獲獎 | [ 11 ] |

### 音樂節目一位
《TWIT》成功在音樂中心取得兩個一位。
| 節目             | 日期          | 參考   |
| ---------------- | ------------- | ------ |
| Show! Music Core | 2019年3月2日  | [ 12 ] |
| Show! Music Core | 2019年3月16日 | [ 13 ] |